# Anders Björler
Anders Martin Björler (ur. 26 lutego 1973 w Göteborgu) – szwedzki muzyk i kompozytor, a także producent muzyczny. Anders Björler znany jest przede wszystkim z występów w zespołach The Haunted i At the Gates. Był także członkiem zespołów Infestation, Liers in Wait oraz Terror.
W 2013 roku nakładem wytwórni muzycznej Razzia Records ukazał się debiutancki, utrzymany w stylistyce rocka progresywnego, album solowy muzyka zatytułowany Antikythera.

## Instrumentarium
| Gitary - Caparison Custom Angelus Models - Caparison Angelus HGS GM - Caparison HGS - Ibanez Maxxas MX-2 - ESP EX-280 - First Act Limited Edition Lola - Gibson Les Paul Classic Efekty gitarowe - Damage Control Demonizer Tube Distortion - Boss HM-2 Distortion - Boss MT-2 Distortion - Boss Mt-2 Metal Zone Effects Pedal - JTS Wireless Guitar System Struny i kostki gitarowe - Ernie Ball Strings - nDunlop Tortex Standard Guitar Picks .88Mm 1 Dozen - Caparison "AB-6H" (Anders Bjorler Model) 1mm guitar picks |  | Wzmacniacze i kolumny głośnikowe - Engl Powerball Ii 100W Tube Guitar Amp Head - Peavey 6505 head - Peavey 6505 Plus 120W Guitar Amp Head - Krank Revolution Rep 120W Tube Guitar Amp Head Black Black Grill - Peavey 5150 - Peavey 5150 II - Peavey Supreme 160 - Marshall Amplification Valvestate 8100 Hybrid - Marshall 1960B cabinet - Marshall 1960A Or 1960B 300W 4X12 Guitar Extension Cabinet Straight - ENGL XXL cab - Krank Revolution - Krank Revolution 4X12 Speaker Cabinet Silver Black Grill - Peavey 4x12 black cabinet - Peavey 6505 4X12 300W Guitar Cabinet Angled |

## Wybrana dyskografia
- Darkest Hour - Hidden Hands of a Sadist Nation (2003, Victory Records, gościnnie)[9]
- Annihilator - Metal (2007, Steamhammer, gościnnie)[10]
- Evocation - Dead Calm Chaos (2008, Cyclone Empire, gościnnie)[11]
- Shadow - Forever Chaos (2008, Spikefarm Records, gościnnie)[12]
- Dark Tranquillity - We Are the Void (2010, Century Media Records, produkcja muzyczna)[13]
- Icon in Me - Head Break Solution (2011, Goomba Music, gościnnie)[14]
- Darkness by Oath - Near Death Experience (2012, Cyclone Empire, gościnnie)[15]
- Anders Björler - Antikythera (2013, Razzia Records)[16]
- Deception - Altars of Sin (2014, Big Balls Productions, gościnnie)[17]